# Eurhynchium flavidulum
Eurhynchium flavidulum là một loài Rêu trong họ Brachytheciaceae. Loài này được (Dusén) Ochyra mô tả khoa học đầu tiên năm 1987.